# М-100 (электронно-вычислительная машина)
Электронная вычислительная машина «М-100» (ЭВМ «М-100») была создана в 1958 году в ВЦ № 1 МО СССР (в/ч 01168, сейчас ЦНИИ-27 МО РФ) под руководством выдающегося учёного Анатолия Ивановича Китова.
Быстродействие ЭВМ «М-100» составляло 100 тыс. операций в секунду — в то время она была самой быстродействующей ламповой ЭВМ в мире. ЭВМ «М-100» предназначалась для вычислений военного характера и, в частности, для обработки информации в системе ПВО страны, поступающей от радиолокаторов кругового обзора.
ЭВМ «М-100» навсегда осталась самым мощным в мире компьютером первого поколения (на электронных лампах). Рекордному быстродействию ЭВМ «М-100» способствовало то, что остальной мир перешел на транзисторную технику а также то что при её разработке был предложен целый ряд научно-технических изобретений. В частности, оперативное запоминающее устройство (ОЗУ), было выполнено впервые на ферритовых кольцах, самостоятельной разработки ВЦ № 1 МО СССР. Главным в ЭВМ «М-100» было использование принципа «четырёхтактного совмещения этапов такта машинных команд», разработанного под научным руководством А. И. Китова и на которое он совместно с тремя своими сотрудниками получил государственное авторское свидетельство по специальной теме № 19628 с приоритетом от 27 июня 1958 года. Этот принцип, ныне известный под названием «конвейерной обработки» или «параллелизма вычислений», был создан и внедрён разработчиками ЭВМ «М-100» впервые в мире.
Помимо этого, её поразительное, для того времени, быстродействие обеспечивалось за счёт использования разработанной под руководством А. И. Китова двухуровневой архитектуры оперативной памяти ЭВМ — сверхбыстрая кэш-память и собственно оперативное запоминающее устройство (ОЗУ). Помимо аппаратной реализации (Hardware), для этой ЭВМ был создан огромный компрлекс программного обеспечения (Software) военного назначения. ЭВМ «М-100» разрабатывалась как исследовательская ЭВМ и, в дальнейшем, была передана на полигон в Киевское высшее радиотехническое училище (КВИРТУ).

## Описание машины
- Архитектура — с раздельной памятью команд и операндов (гарвардская архитектура)[2]
- Система команд — трёхадресная[3]
- Разрядность операндов — 16 бит[3]
- Формат чисел — с фиксированной запятой[3]
- Память команд — ПЗУ на ферритовых сердечниках
- Память операндов — на ферритовых сердечниках двух типов (основная и сверхоперативная)
- Элементная база — электронные лампы[2]